# Мурзич, Василий Иванович
Василий Иванович Мурзич (1909—1979) — советский железнодорожник, Герой Социалистического Труда (1943), лишён всех званий и наград в связи с осуждением.

## Биография
Василий Мурзич родился в 1909 году в Невеле (ныне — Псковская область) в семье железнодорожника. В 1917 году поступил на учёбу в Невельскую учительскую семинарию, но окончил только четыре класса, после чего был отчислен из-за нехватки средств для обучения. В течение нескольких лет был батраком. С 1928 года проживал в Витебске. Работал на строительстве железной дороги Витебск-Сокольники, затем был кочегаром депо станции «Витебск», помощником машиниста, машинистом. В 1932—1934 годах служил в железнодорожных войсках, окончил школу младших командиров. После демобилизации вернулся в Витебск. Был машинистом паровоза «ФД», активно включился в «кривоносовское» движение, стал водить составы со скоростью 70 километров в час. В 1939 году он первым из витебских железнодорожников был награждён орденом Трудового Красного Знамени, о нём писали в газете «Гудок».
В июле 1941 года Мурзич эвакуировался с последним поездом из Витебска. В Москве продолжал работать по специальности в депо имени Ильича Западной железной дороги. Добровольно записался в разведывательно-диверсионную группу, учился на курсах минёров вместе с Константином Заслоновым. В августе 1941 года в составе группы железнодорожников под прикрытием конных подразделений Льва Доватора перешёл линию фронта. На первой же установленной Мурзичем мине подорвался вражеский эшелон. Через некоторое время вернулся в Москву. В июле 1942 года во второй раз перешёл линию фронта. Группа Лубенца, в которую входил Мурзич, действовала в Гродненской области. В результате их деятельности на долгое время было прервано движение вражеских поездов на ряде железных дорог, было убито и ранено 53 солдата и офицера противника. Мурзич лично уничтожил 12 поездов противника. Оккупационные власти объявили его в розыск, пообещав за его поимку 10 тысяч марок и другие блага.
Осенью 1942 года Мурзич был отозван в Москву и вернулся к своей прежней работе, стал старшим машинистом паровозной колонны особого резерва Наркомата путей сообщения СССР. Работал на Сталинградском направлении, доставлял по железной дороге танки к Сталинграду. Незадолго до окружения армии Паулюса поезд Мурзича подвергся бомбардировке, в результате которой погиб его помощник Пётр Устинов, получил тяжёлую контузию кочегар Александр Лебедев, а сам Мурзич был обварен паром и кипятком из разбитого бомбой котла, почти ослеп. Тем не менее, ему на ощупь удалось починить котёл и довести эшелон до места назначения. Этот случай является уникальным в мировой практике.
В госпитале ему было восстановлено зрение. После выписки он вернулся на свой паровоз.
Указом Президиума Верховного Совета СССР от 5 ноября 1943 года за «особые заслуги в обеспечении перевозок для фронта и народного хозяйства и выдающиеся достижения в восстановлении железнодорожного хозяйства в трудных условиях военного времени» Василий Мурзич был удостоен высокого звания Героя Социалистического Труда с вручением ордена Ленина и медали «Серп и Молот».
Был прикомандирован к консольному крану 6-й железнодорожной бригады, участвовал в восстановлении железнодорожных путей, благодаря его работе не было ни одной задержки работ. После окончания войны Мурзич окончил в Москве Центральные технические курсы НКПС и был направлен в Витебск заместителем начальника локомотивного отдела. В 1946 году избран депутатом Верховного Совета СССР.
Через некоторое время Мурзич стал злоупотреблять алкоголем, появляться в общественных местах в нетрезвом виде. Бюро Витебского обкома в конце депутатского срока Мурзича рассматривало его аморальное поведение. Министерство путей сообщения поспособствовало его переводу на Прибалтийскую железную дорогу. Работал в Даугавпилсе. Однажды, находясь в нетрезвом состоянии, Мурзич встретил свою бывшую жену, которую он небезосновательно подозревал в интимной связи с немецким офицером на оккупированной территории в годы войны, и избил её (согласно формулировкам приговора, «нанёс телесные повреждения» и «угрожал острым предметом»). В мае 1954 года он был приговорён к 3 годам лишения свободы по обвинению в покушении на убийство. Мурзич подал апелляцию, однако Верховный Суд Латвийской ССР увеличил ему срок до 8 лет лишения свободы и обратился в Президиум Верховного Совета СССР с ходатайством о лишении его всех званий и наград.
Указом Президиума Верховного Совета СССР от 9 октября 1954 года Василий Мурзич был лишён звания Героя Социалистического Труда и всех государственных наград.
Отбывал наказание в Архангельской области, был машинистом паровоза. В начале 1956 года был освобождён. Вернулся в Латвийскую ССР, работал дежурным по депо Шкиротава. В 1958 году окончил курсы машинистов Рижской дортехшколы. В марте 1965 года вышел на пенсию. Обращался с ходатайством о возвращении наград, но получил отказ.
Скончался 12 августа 1979 года. Похоронен на кладбище посёлка Улброка под Ригой.
Был также награждён орденом Трудового Красного Знамени, орденами Отечественной войны 1-й и 2-й степеней, медалями «Партизану Отечественной войны» 1-й степени, «За оборону Москвы», «За оборону Сталинграда», «За победу над Германией в Великой Отечественной войне», «За доблестный труд в Великой Отечественной войне», трижды был удостоен звания «Почётный железнодорожник».